# Hwanggeum-dong
Hwanggeum-dong (koreanska: 황금동) är en stadsdel i staden Daegu i den sydöstra delen av Sydkorea,  240 km sydost om huvudstaden Seoul. Den ligger i stadsdistriktet Suseong-gu.
I Hwanggeum-dong ligger Daegus nationalmuseum öppnat 1994 med främst arkeologiska objekt från regionen.

## Indelning
Administrativt är Hwanggeum-dong indelat i:
| Namn    | Namn                 | Yta km² | Invånare 31 dec 2020 |
| ------- | -------------------- | ------- | -------------------- |
| 황금1동 | Hwanggeum 1(il)-dong | 2,69    | 24 453               |
| 황금2동 | Hwanggeum 2(i)-dong  | 1,16    | 11 231               |